# Liste der denkmalgeschützten Objekte in Elixhausen
Die Liste der denkmalgeschützten Objekte in Elixhausen enthält die denkmalgeschützten, unbeweglichen Objekte der Gemeinde Elixhausen.

## Denkmäler
| Foto |                 | Denkmal                                                                        | Standort                                           | Beschreibung | Metadaten |
| ---- | --------------- | ------------------------------------------------------------------------------ | -------------------------------------------------- | --- | --- |
| ja   | Datei hochladen | Schloss Ursprung HERIS-ID: 15145 Objekt-ID: 11383                              | Ursprungstraße 1, 2 u. a. Standort KG: Elixhausen  | Erstmals erwähnt 1122. Brand 1700. Neubau in heutiger Gestalt 1707.                                                                                             | BDA-Hist.: Q2243815 Status: § 2a Stand der BDA-Liste: 2025-06-30 Name: Schloss Ursprung GstNr.: 1030/1 Schloss Ursprung                                   |
| ja   | Datei hochladen | Kath. Pfarrkirche hll. Bartholomäus und Vitus HERIS-ID: 15134 Objekt-ID: 11372 | Pfarrweg 1 (Pfarrhof), bei Standort KG: Elixhausen | Romanische Vorgängerbau 1173 geweiht, spätgotischer Vorgängerbau 1516 geweiht, der heutige Bau aus 1823 wurde 1824 geweiht.                                     | BDA-Hist.: Q2082598 Status: § 2a Stand der BDA-Liste: 2025-06-30 Name: Kath. Pfarrkirche hll. Bartholomäus und Vitus GstNr.: 612/2 Pfarrkirche Elixhausen |
| ja   | Datei hochladen | Bildstock, sog. Pestkreuz HERIS-ID: 15136 Objekt-ID: 11374                     | Standort KG: Elixhausen                            | | BDA-Hist.: Q37770719 Status: § 2a Stand der BDA-Liste: 2025-06-30 Name: Bildstock, sog. Pestkreuz GstNr.: 612/2 Pestkreuz Elixhausen                      |
| ja   | Datei hochladen | Bildstock, Dreibrüderkapelle HERIS-ID: 15144 Objekt-ID: 11382                  | Standort KG: Elixhausen                            | Bildstock mit dreieckigem Grundriss und mit einem alle drei Seiten überkragenden Walmdach, gestiftet und erbaut nach 1773, nach Schlichtung in einem Erbstreit. | BDA-Hist.: Q1244784 Status: § 2a Stand der BDA-Liste: 2025-06-30 Name: Bildstock, Dreibrüderkapelle GstNr.: 1061 Drei Brüder Kapelle, Elixhausen          |